# Priscus (général)
Pour les articles homonymes, voir Priscus.
Priscus (en grec : Πρίσκος) (mort en 613) est un général byzantin combattant sur le front oriental de l'empire lors des règnes de Maurice, Phocas et Héraclius. Bien que les sources de l'époque lui soient favorables, Priscus donne effectivement l'impression d'être un général capable et efficace. Sous Maurice, il se distingue dans ses campagnes contre les Avars et leurs alliés slaves dans les Balkans. Absent de Constantinople au moment de la destitution de Maurice par Phocas, il fait partie des rares proches de Maurice à survivre au nouveau régime puisqu'il reste un général haut placé et se marie même avec une des filles de l'empereur. Néanmoins, Priscus négocie aussi avec Héraclius qu'il aide dans sa rébellion contre Phocas. Le nouvel empereur lui confie ensuite le commandement de l'armée dans la guerre contre les Sassanides en 611-612. Après l'échec de sa campagne, il est déposé et tonsuré. Il meurt l'année suivante en 613.

## Biographie

### Sous Maurice

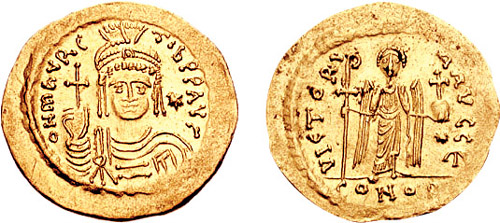
Solidus en or de l'empereur Maurice.

Priscus apparaît pour la première fois dans les sources à la fin de 587 ou au début de 588 quand il est nommé magister militum pour l'Orient en remplacement de Philippicus. Il ne prend réellement ses fonctions qu'au cours du printemps du fait du trajet jusqu'à Monocarton, son quartier général,. Priscus s'oppose immédiatement à ses soldats du fait de ses manières hautaines. Il refuse ainsi de se mélanger avec ses soldats ce qui le rend impopulaire. En outre, un décret de Maurice annonce la réduction de la paie des soldats d'un quart ce qui provoque une mutinerie le jour de Pâques, c'est-à-dire le 18 avril 588. Priscus ne parvient pas à rétablir l'ordre et se fait même attaquer. Il doit alors fuir vers Constantina où il calme ses troupes en demandant l'aide des évêques locaux. Ces derniers acceptent de servir comme médiateurs et annulent le décret. Philippicus est de nouveau nommé magister militum par Maurice tandis que Priscus retourne à Constantinople,,.
En dépit de cet échec, il est nommé magister militum de la Thrace le même été. Il reçoit pour mission de combattre les Avars à la tête d'une force improvisée. Du fait de son infériorité numérique, il est contraint de se replier ce qui permet aux Avars de mettre à sac la ville d'Anchialos. Priscus continue de battre en retraite vers Tzurulum où il est assiégé. Les Avars se replient à la suite d'une menace d'intervention de Maurice sur leur propre territoire et contre la promesse d'un tribut en or,. Priscus n'apparaît pas dans les différentes chroniques lors des années suivantes où il tombe en disgrâce auprès de Maurice. En 593, il retrouve sa position comme en témoigne une lettre du pape Grégoire Ier, dit "le-Grand" qui le félicite pour être de nouveau proche de l'empereur. Il reçoit aussi le rang de patrice,.
Lors du printemps 593, il est, de nouveau, nommé commandant de la cavalerie tandis que Gentzon dirige l'infanterie. Les deux généraux mènent une campagne fructueuse contre les tribus slaves se préparant à franchir le Danube sous la direction d'Ardagast et de Musokios. Lors de leur traversée, les Slaves sont éliminés lors d'attaques surprises nocturnes. Toutefois, au même moment, Priscus se querelle régulièrement avec ses hommes quant à la distribution du butin considérable accumulé,,. Maurice demande alors à l'armée de passer l'hiver au nord de la rivière mais cette décision provoque la colère des soldats qui se révoltent. Priscus choisit de désobéir aux ordres de l'empereur et retraverse le Danube pour hiverner sur la rive méridionale. À l'automne 593, il est remplacé par Petrus. Toutefois, avant que ce dernier ne prenne ses fonctions, Priscus négocie une trêve avec le khagan des Avars. Il libère l'ensemble des prisonniers ce qui lui est reproché par Maurice.

Carte des Balkans au VI.

Toutefois, à la fin de l'année 594, Petrus est lourdement défait par les Slaves. Priscus est alors de nouveau nommé magister militum de la Thrace. Il reste à ce poste durant plusieurs années. En 595, il se dirige vers le Danube qu'il traverse avant de longer la rive nord vers Novae en dépit des protestations du khagan. Il envoie ensuite une flotte de 50 navires dégager la ville de Singidunum assiégée par les Avars,. Peu après, les Avars se replient vers l'ouest et lancent des raids contre la Dalmatie avant de combattre les Francs. Dès lors, la frontière danubienne de l'Empire byzantin est calme durant un an et demi. De fait, quand les Avars reprennent leurs opérations au travers d'une vaste invasion à l'automne 597, ils surprennent Priscus qui opère probablement à l'est des Balkans. Les Avars avancent rapidement et parviennent même à assiéger Priscus et ses hommes dans le port de Tomis. L'arrivée d'une armée récemment levée et menée par Comentiolus force les Avars à abandonner le siège le 30 mars 598,.
Toutefois, Priscus reste étonnamment inactif et l'armée inexpérimentée de Comentiolus est mise en déroute. Les Avars progressent vers le sud en direction de la Thrace mais leur armée est décimée par la peste et un traité est rapidement conclu. Les Byzantins en profitent pour se regrouper et préparer une nouvelle campagne. Ainsi, à l'été 599, les deux armées de Priscus et Comentiolus se dirigent vers l'ouest le long du Danube. Pendant que Comentiolus garde la base opérationnelle de Singidunum, Priscus envahit le territoire des Avars en Pannonie. Il dévaste leurs terres et leur inflige quatre défaites. Des dizaines de milliers d'Avars et de leurs sujets sont tués tandis que 8 000 Slaves, 3 000 Avars et 6 200 autres barbares sont faits prisonniers selon Théophylacte Simocatta,. Selon Michael Whitby, cette opération est un remarquable acte défensif sans comparaison au cours du VIe siècle le long de la frontière danubienne,.
À la suite de ce succès qui sécurise les Balkans, Maurice tente de consolider le contrôle byzantin sur la région en installant des colons arméniens qui reçoivent des terres en échange d'un service militaire. À cette fin, Priscus est envoyé en Arménie recruter des hommes et leurs familles. En 602, Maurice donne à nouveau l'ordre à ses troupes d'hiberner au nord du Danube. Cette décision provoque un large mouvement de mécontentement. Lorsque Petrus qui a succédé à Priscus refuse d'acquiescer et annule les ordres, une importante mutinerie éclate. L'armée choisit de nommer Phocas comme chef de la rébellion et marche vers Constantinople. Dépourvu de forces pouvant opposer une résistance crédible, Maurice est contraint de fuir mais il est capturé avec sa famille et exécuté tandis que Phocas devient le nouvel empereur,.

### Sous Phocas

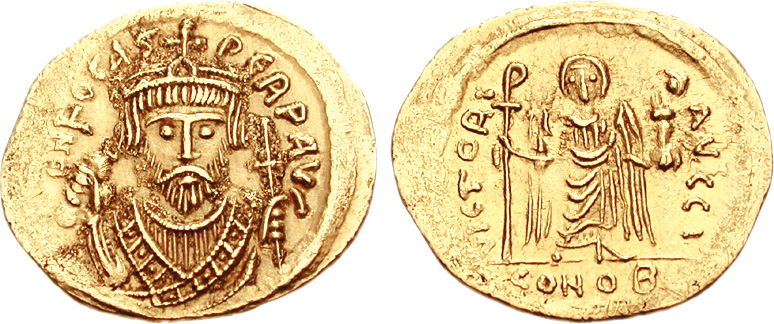
Solidus en or de Phocas.

Absent de Constantinople et bénéficiant du soutien de ses soldats, Priscus est un des seuls généraux importants de Maurice à réussir à survivre au nouveau régime. Dans le même temps, Comentiolus et Petrus sont exécutés tandis que Philippicus est banni dans un monastère. Lors de l'hiver 602-603, il devient comes excubitorum, c'est-à-dire chef de la garde impériale. En 606, il se marie avec Domentzia, la fille de Phocas. Dès lors, il devient de facto le successeur de l'empereur sans descendance. Toutefois, Priscus tombe en disgrâce après que les habitants de la capitale ont commencé à ériger une statue en son honneur,,.
Le manque de légitimité de Phocas et son impopularité auprès de la population et des élites se font rapidement ressentir. En outre, son prestige est fortement érodé quand le roi perse Khosro II déclare la guerre à l'empire. Ce dernier ne parvient pas à soutenir le choc et l'armée byzantine subit plusieurs défaites,. Selon une tradition plus tardive, Priscus envoie une lettre à l'exarque d'Afrique Héraclius l'Ancien. Ce fait est probablement une invention mais s'il est vrai, il indiquerait que la révolte gangrénait aussi Constantinople. Malgré tout, l'Afrique finit par se révolter en 608 et Héraclius le Jeune, le fils de l'exarque, est envoyé à Constantinople à la tête d'une flotte. Il ne rencontre aucune opposition et débarque le 3 octobre à Hebdomon, un faubourg de Constantinople. Il se dirige alors vers celle-ci alors que des révoltes pro-Héraclius ont déjà éclaté. À ce moment, Priscus prétend être malade et se retire de chez lui pour appeler les Excubiteurs et les Buccelaires (sa garde personnelle). Il prive ainsi Phocas de son principal soutien militaire. Par ailleurs, Jean de Nikiou affirme qu'il protège les femmes de la famille d'Héraclius d'un jugement par Phocas,.

### Sous Héraclius

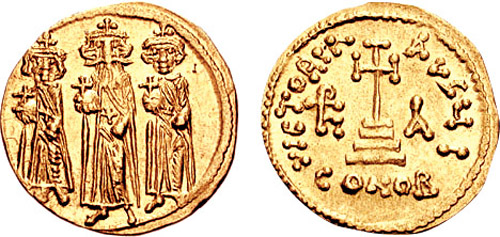
Solidus en or d'Héraclius.

Le succès de la rébellion permet à Héraclius de devenir empereur bien qu'un chroniqueur affirme que la couronne est d'abord offert à Priscus qui refuse,. En tant que commandant des Excubiteurs, protopatrice (premier parmi les patrices) et l'un des rares personnages importants à avoir survécu aux différents régimes, Priscus représente une menace potentielle pour Héraclius. Néanmoins, ce dernier fait face à une situation critique à l'Est où les Perses ont conquis de nombreux territoires et lancent des raids contre l'Anatolie. Héraclius nomme Priscus commandement de l'armée anatolienne à l'automne 611. Le général perse Shahin capture la ville de Césarée en Cappadoce avant d'être lui-même assiégé par Priscus. Héraclius vient en personne visiter le camp de l'armée à Césarée durant l'hiver mais Priscus refuse de le rencontrer, prétextant une maladie. Cette affaire contribue à créer des tensions entre Héraclius et son général. Ainsi, quand Shahin et son armée parviennent à s'échapper lors de l'été, Priscus est rappelé à Constantinople. La raison officielle est qu'il doit devenir le parrain d'Héraclius Constantin, le fils de l'empereur,,. Toutefois, dès son retour, il se voit retirer la charge de chef des Excubiteurs qui revient à Nicétas, un cousin d'Héraclius tandis que le commandement de l'armée anatolienne revient à Philippicus, un autre ancien général de Maurice qui peut quitter sa retraite monacale. Priscus se retrouve devant le Sénat où il est accusé de trahison par Héraclius. En fin de compte, il est tonsuré et exilé dans le Monastère de Chora où il meurt en 613,,.

## Historiographie
Priscus apparaît comme un chef militaire compétent. À de multiples reprises ses opérations contre les Slaves respectent les prescriptions du principal manuel militaire byzantin qu'est le Strategikon, attribué à l'empereur Maurice. En dépit de sa réputation de tenant d'une stricte discipline et de distance par rapport à ses troupes qui causent la mutinerie de 588, les campagnes ultérieures démontrent sa capacité à traiter avec les soldats et à calmer leur mécontentement. Cette intelligence est aussi employée contre le khan des Avars. Ainsi, lors du siège de Tomi en 598, il parvient à persuader les Avars d'approvisionner l'armée byzantine alors qu'elle est sur le point de souffrir de la famine. L'historien Walter Kaegi estime que la politique de défense du Danube de Priscus consiste à garantir la paix avec les Avars par des négociations rusées, ce qui lui permet de concentrer ses efforts contre les Slaves qui lancent alors des raids contre le territoire impérial.
Théophylacte Simocatta, la principale source byzantine pour cette époque, a un parti pris marqué en faveur de Priscus, notamment dans son récit des campagnes balkaniques qui dénigre les autres généraux décrits comme incompétents. Leurs résultats sont systématiquement diminués tandis que les victoires de Priscus sont célébrées et ses défaites passées sous silence. Cette prise de position pourrait venir du fait que Simocatta se soit reposé sur une sorte de journal de campagne rassemblé au cours des années du règne de l'empereur Phocas, alors que Priscus occupe une position importante tandis que ses rivaux ont été exécutés ou exilés,.